# Пьотър Ярцев
Пьотър Михайлович Ярцев е руски театрален критик, драматург и режисьор.

## Биография
Роден е през 1870 г. в Москва. Основава драматична школа в Киев. През 1921 година се установява в България. Работи като режисьор на Пловдивския общински театър и на трупата на руските драматични артисти (1922). През 1924 – 1925 година преподава история на сценичното изкуство към курсовете при Народния театър. Редактор е на пловдивското списание „Театрален живот“ (1922) и на русенското списание „Театрални бележки“ (1922). Сътрудничи на издаваните в София вестници „Свободная речь" (1922), „Бухаресткия новости" (1922), „Голос" (1928 – 1929) и на парижкия вестник „Русская газета" (1924). Автор е на пиесите „Вълшебник“, „Земя“, „У монастыря“ и други. Автор е на книга за театъра.
Умира през 1930 г. в София.